# 조재길
조재길(영어: Joseph J. Cho, 1943년 2월 16일 ~ )은 대한민국 출신 미국 정치인으로 8년간 캘리포니아주 로스앤젤레스 카운티 세리토스 시의원과 시장을 역임하고 2차례 캘리포니아주 상원의원 후보로 도전했다.

## 생애 초기
조 재길은 1943년 2월 16일 일본 규슈에서 조선인 노무자 조룡환과 전경애의 장남으로 태어났다. 1944년 부모님이 고향인 충북 단양으로 돌아와 출생신고를 했다. 
어린 시절 충청북도 충주군 주덕면과 단양군 북상리에서 성장해 단양중학교, 안동사범학교, 서울대학교 사범대학을 졸업했다. 1967대한민국 공군 소위로 임관, 공군본부 참모총장 비서실에서 김성룡, 김두만, 옥만호 대장 등 3대 참모총장의 서한장교로 복무하고1972년 예비역 중위로 전역했다. 
공군복무 전, 후로 경기도 오산고와 서울특별시 보성고에서 4년간 교사로 근무했다. 1972년 결혼한 권숙혜와 함께 1974년 위스콘신대학 대학원 진학을 위해 도미했다.

## 미국 생활과 정치 경력
1974년 7월 5일 켈리포니아 주 로스앤젤레스에서 청소부와 주유소 종업원으로 미국생활을 시작했다. 1975년 로스앤젤레스 카운티 전산국에 취업, 컴퓨터 오퍼레이터에서 미국인들이 10년 이상 걸려야하는 메니저 보 직급의 프로그래머까지 3년만에 초고속으로 승진했다. 
조재길은 파사데나 소재 JPL을 비롯해 여러 전자관련 회사로부터 여러 제안을 받았으나 1978년 로스앤젤레스 카운티를 사직하고 제2의 고향이 된 세리토스시에서 부동산 사업으로 성공했다. 당시 조재길이 각종 신문과 잡지에 기고한 부동산 관련 기사가 한인들이 로스앤젤레스 카운티와 오렌지카운티 북부지역에 집중적으로 거주하는 계기가 되어 오늘날 북부 오렌지카운티 한인사회가 형성되는 시발점이 됐다.

### 코리안스트릿저널, 라성일보 발행인
1981년 주간신문 <코리안스트릿저널>을 발행하기 시작한 조재길은 같은해 미국으로 밀항해 한국청년연합을 결성한 광주민중항쟁(1980년) 주동자 윤한봉과 협력해 광주위령탑건립모금운동의 접수창구 역할을 시작으로 1987년 6월항쟁으로 민주화의 물꼬가 트일때까지 미주 한국민주화운동의 중추적인 역할을 담당했다. 
한국 군부독재는 그를 용공분자로 매도해 경제적으로 파산단계까지 이르럿으나 이에 굴하지 않고1985년 직선제개헌청원 천만명서명운동, 1986년 미주동포 양심선언대회, 1987년 6월  서경석 목사와 협력해 뉴욕과 로스앤젤레스에서 동시에 개최한 ‘민주헌법쟁취 전미주한인시국선언대회’를 주도했다. 
한국의 군사독재자와 그 앞잡이들이 그에게 덛씨운 용공논쟁으로 로스앤젤레스 지방법원에서 2년 반에 걸친 법정공방끝에 1989년 6월 승소했으나 천형처럼 각인된채 지금까지 여진이 남아있다. 그리고 한국 민주화운동의 대변지 역할을 했던 <코리안스트릿저널>은  6.29선언이후 한국에서 수많은 신문과 방송이 쏟아지는 새로운 환경에 적응하지 못하고 1991년 2월 10주년 기념호를 발행하고 역사속으로 사라졌다.

### 분단선상의 민족화해와 통일의 지렛대
1990년 범민족대회 취재차 북한 방문 당시 전세계에서 모인 한인 언론인들이 범민족언론인협회 창립준비위원장으로 조재길을 선출해 그는 ‘분단선상의 민족화해와 통일의 지렛대’ 역할을 하기 위해 노력했으나 여러 제약으로 오래 활동하지 못했다. 
1992년 국회의원 선거에 앞서 민주당(김영삼)과 평민당(김대중)은 물론 그의 사촌 처남들이 의전비서관과 수행비서로 노태우 대통령을 측근에서 보좌해 민정당 공천 제의도 받았으나 북한 방문 후 한국에서 출간한 <북한은 변하고 있는가>(삼민사)를 수용하지 못하는 한국의 상황을 고려해 영구귀국의 꿈을 접고 미국으로 돌아왔다. 
1992년 5.18광주항쟁 12주년기념 오월제준비위원장을 시작으로 한국의 민주화와 반핵평화운동의 전면에서 활동하며 한반도 핵문제와 평화에 관해 7권의 저서를 발간했다. 로스안젤레스 소재 USC대학 도서관은 조재길이 1980-90년대 로스앤젤레스에서 발행했던 <코리안스트릿저널> <라성일보>와 <통일마당>의 역사적 가치를 높이 평가해 원본과 마이크로필름으로 보존하고 현재 전산화 작업을 진행중이다. 1980년대 이후 조재길이 소장해온 각종 자료들은 광주 5.18기념재단에 기증했다.

### 캘리포니아주 로스앤젤레스 세리토스 시의원, 시장
1997년 김대중 대통령 당선 후 20년간 활동해온 한국 민주화운동과 한인타운을 떠나 캄톤시로 인쇄소를 이전했다. 3년간 혼신의 노력으로 사업을 확장해 2001년 회사를 정리하고 부동산 개발과 투자를 계속하며 60이 넘어 중국 연변대학교에서 역사학 박사학위를 받았다. 
한인 인구 급증으로 세리토스 시에서 가장 큰 소수민족사회로 부상한 한인사회도 시의원을 배출해야한다는데 동의하면서도 아무도 나서지 않자 조재길이 한인 유권자등록 독려를 위해 시의원에 출마했다. 2차례 낙선 후 3번째 도전에서 한인 최초로 세리토스 시의원에 당선된 후 2010년 시장을 역임하고 2011년 재선에 성공했다. 
재임 중 많은 한인 커미셔너를 임명하고 로스앤젤레스와 오레지카운티에서 한인 시의원, 교육위원의 당선과 정치력신장을 위해 노력했다. 그리고 한국전 참전용사들의 한국방문 지원, 한국해군 순양훈련전단 초청공연, 한미자유무역협정 비준촉구결의안 채택과 한국 지방자치단체와의 교류협력을 위해 노력한 공로로 대한민국 대통령 표창을 받고 2015년 세리토스 시의원 직에서 물러났다.

### 한반도와 세계의 평화를 꿈꾸며 오늘도 달린다
2017년 한국에서 뜨겁게 타오른 촛불혁명에 라디오코리아 컬럼리스트로 동참한 후 조재길은 알론 바리비 박사와 함께 한미평화연구소를 설립했다. 한반도의 군사적 긴장상태를 해소할 수 있는 열쇄를 쥐고 있는 미국시민들에게 한반도 정세에 관해 올바른 정보를 제공하기 위해 영문판을 저술하는 동안 “얼마나 많은 미국 시민들이 이 책을 읽을 것인가? 내가 주 상원의원에 당선되면 더 큰 역할을 할 수 있지 않을가?”라는 생각에 2차례 주 상원의원 후보로 출마했다.  
2021년 7월, 4년만에 영문판 <Beyond the Korean Peninsula Nuclear Crisis>와 한글판을 한국에서 출간해 11월에 바이든 미국 대통령, 문재인 한국 대통령, 김정은 북한 국무위원장과 미국 연방 상, 하원 의원 전원에게 영문판을 발송하고 2022년 중국어판과 일본어판을 출간했다.   
2022년 1월부터 한미평화연구소는 미국 연방 하원의원 사무실과 줌미팅을 계속하며 한반도의 군사적긴장 완화법안 지지와 미국시민의 북한방문 금지조치 해제에 동참을 요청하고 있다.  
“우리 집안에서 60을 넘긴 남자가 없다”고 고등학생이던 그에게 결혼하라 재촉하시던 아버님이 93세까지 건강하게 사신 것을 본받아 67세에 마라톤을 시작한 조재길은  한반도와 세계의 평화를 꿈꾸며 오늘도 달린다.  

## 저서 소개
1. <북한은 변하고 있는가> (삼민사 1990)
2. <한반도 핵문제와 통일> (삼민사 1994)
3. <통일로 가는 길이 달라진다> (도서출판 오름 1998)
4. <북핵위기와 한반도 평화의 길> (한울아카데미 2006)
5. <소명: 한인최초의 미 세리토스 시장 조재길 자서전> (도서출판 한울 2010)
6. <평화가 먼저다> (도서출판 한울 2013)
7. My Calling: Autobiography of Joseph Cho, Ph.D. (KUSPI 2018)
8. Beyond the Korean Peninsula Nuclear Crisis (도서출판 문사철 2021)
9. <한반도 핵위기를 넘어> (도서출판 문사철 2021)
10. <소명 II: 조재길 자서전> (도서출판 문사철 2021)
11. 중국어판 <한반도 핵위기를 넘어> (도서출판 문사철 2022)
12. 일본어판 <한반도 핵위기를 넘어> (도서출판 문사철 2022)